# Versmold
Versmold je město v německé spolkové zemi Severní Porýní-Vestfálsko, v zemském okrese Gütersloh a ve vládním obvodu Detmold. Je také součástí regionu Východního Vestfálska-Lippe. V roce 2021 zde žilo téměř 12 tisíc obyvatel. Město bylo a je známé regionální produkcí masa a uzenin.

## Geografie
Versmold sestává ze šesti místních částíː Versmold, Bockhorst, Hesselteich, Loxten, Oesterweg a Peckeloh. Leží ve Vestfálské pánvi, jihozápadně od pohoří Teutoburského lesa. Nachází se přibližně 26 km od Güterslohu, 32 km od Bielefeldu a Osnabrücku a 46 km od Münsteru. Podloží tvoří pískovcové a černouhelné vrstvy, bohaté na podzemní termální prameny. Protéká tudy řeka Emže, u níž leží nejnižší bod města v nadmořské výšce 59 m n. m.

## Historie
První písemná zmínka o Versmoldu pochází z roku 1096, kdy se nazýval Kirchspiel, měl vlastní kostel a byl nejstarším sídelním útvarem regionu. O správu tohoto hraničního území vedla spor biskupství v Münsteru a v Osnabrücku. Z toho důvodu byl románský kostel postaven jako opevněný (tzv. Wehrkirche; český termín útočiště - refugium - je převzat z latiny). Spory skončily roku 1277, kdy panství ovládla hrabata z Ravensbergu. Sídlo bylo vytyčeno lokátorem kolem kostela na pravoúhlém půdorysu s dosud dochovanou uliční sítí historického centra. Dosud dochovaná sousední lokalita Caldenhof sloužila pánům z Ravensbergu jako lovecký revír. Erb rodu Ravensbergů převzalo město v 19. století do svého znaku a na vlajku.
Náboženská tradice reformované luteránské církve se zde udržovala od 20. let 16. století. Během 16. až 17. století se tu rozvíjela řemesla a obchod. K hlavním patřilo plátenictví a řeznictví. Ravensberské panství připadlo roku 1614 Braniborsku a s ním Prusku. V roce 1719 pruský císař Fridrich Vilém I. Versmoldu udělil městská práva. Během industrializace v 19. století byla vybudována textilní továrna Maxe Spiegela, továrna na obuv a další podniky, které byly většinou zavřeny až koncem 20. století z důvodů sílící asijské konkurence.
Město bylo postiženo oběma světovými válkami. Pomník obětem holocaustu z roku 1961 připomíná mimo jiné zdejší podnikatelské rodiny Spiegelů a Deliusů, další jména obětí lze vyčíst ze stolpersteinů, kterých je v dlažbě města osazeno 21. Z tradičních průmyslových podniků, které fungují dosud, je výroba korunkových uzávěrů lahví.

## Památky

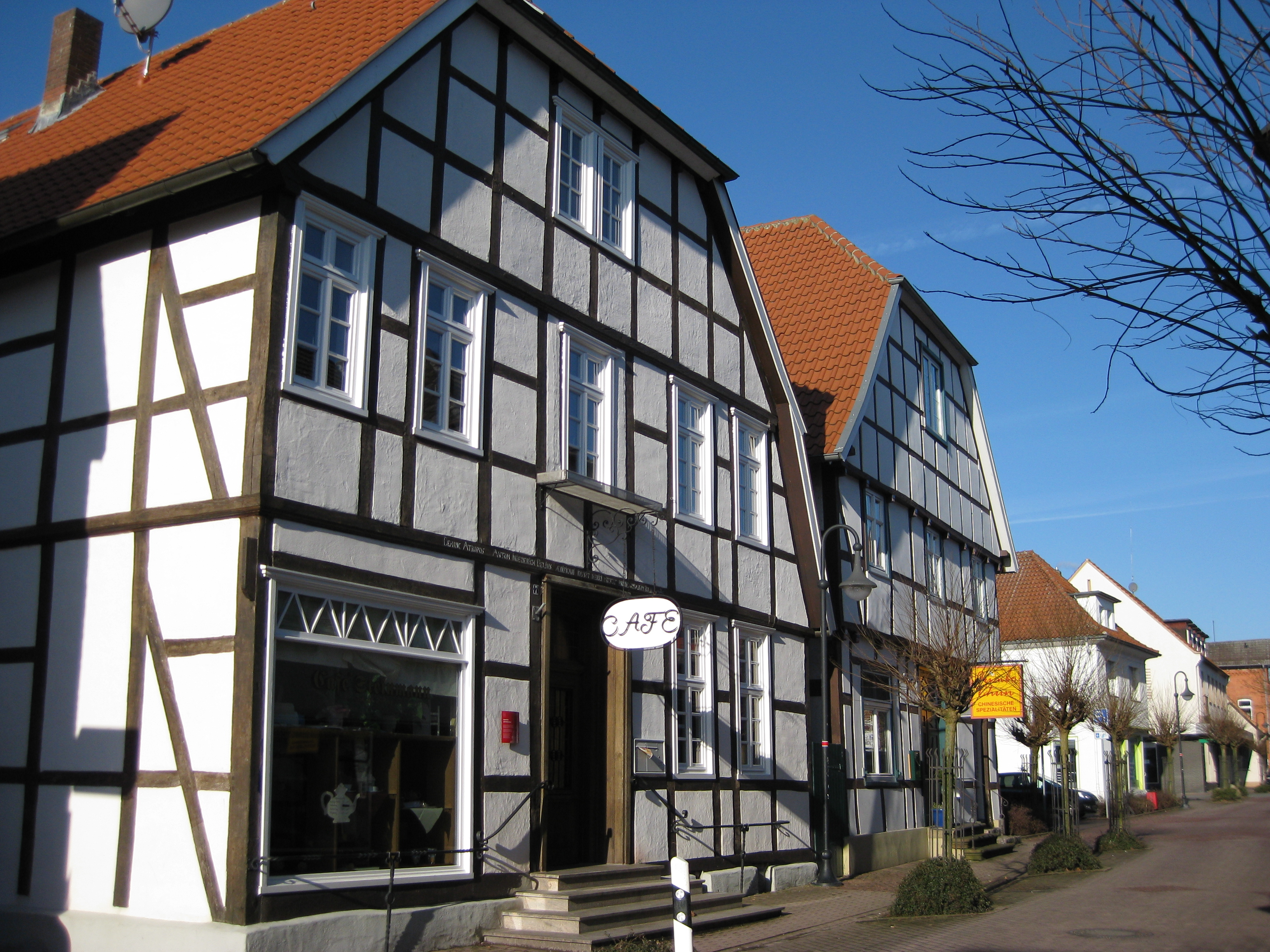
Hrázděné měšťanské domy v Ravensberské ulici

- Evangelický kostel sv. Petra – poprvé zmíněn roku 1094, kamenná stavba založena ve 13. století, z té se dochovala patrová věž; v současné podobě vzácně dochovaný architektonický celek dvoulodního gotického halového kostel s věží v průčelí, významná památka celé skupiny chrámových staveb.
- Kantorenhaus – patrová hrázděná stavba evangelické fary, z 17.–18. století
- Radnice
- několik měšťanských a selských domů s hrázděnou konstrukcí z 18.–19. století
- hrázděná stavba pekárny
- Bockhorstský kostel sv. Martina
- Prasečí kašna – moderní kašna s bronzovým sousoším prasat s chovatelem
- Vlastivědné muzeum – velká expozice masného průmyslu

## Slavnosti a gastronomie
Každoročně se pořádá pět městských slavnostíː Svatopetrský trh (Sünne Peider) na jaře je víkendovým tržištěm s třísetletou gastronomickou tradicí, původně sloužil také k prodeji živého dobytka. Ke zdejším specialitám patří masné výrobkyː Versmoldská lososová šunka, která je vepřová, ale uzená po způsobu lososa, trvanlivá Bockhorstská klobása, buřtový chléb (Wurstebrot) je tmavá tlačenka s nakrájenými knedlíky a adventní vepřová paštika se směsí koření. Letní slavnosti mají hudební a divadelní zaměření, také střeleckou soutěž a lázeňskou část.

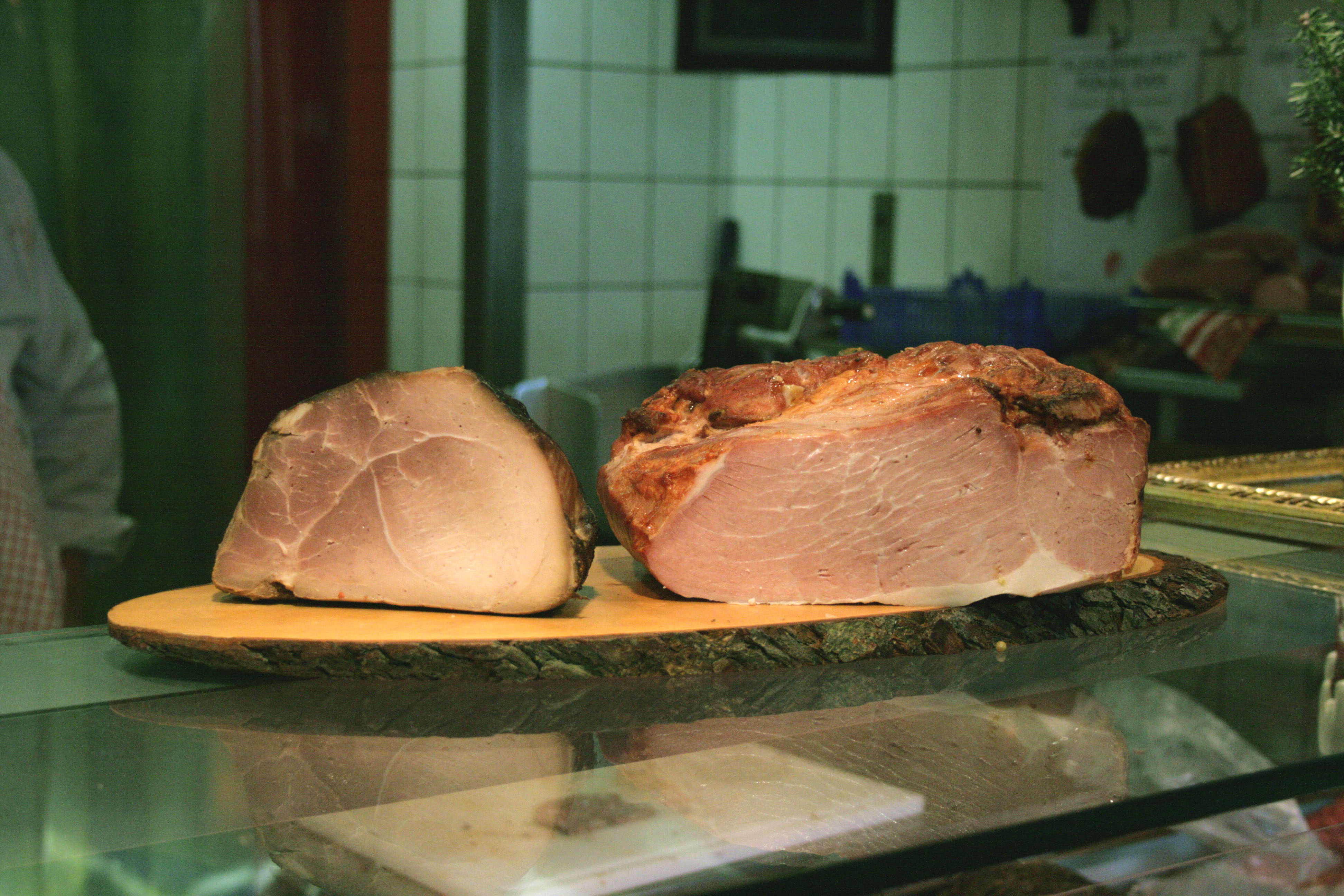
Lososová šunka
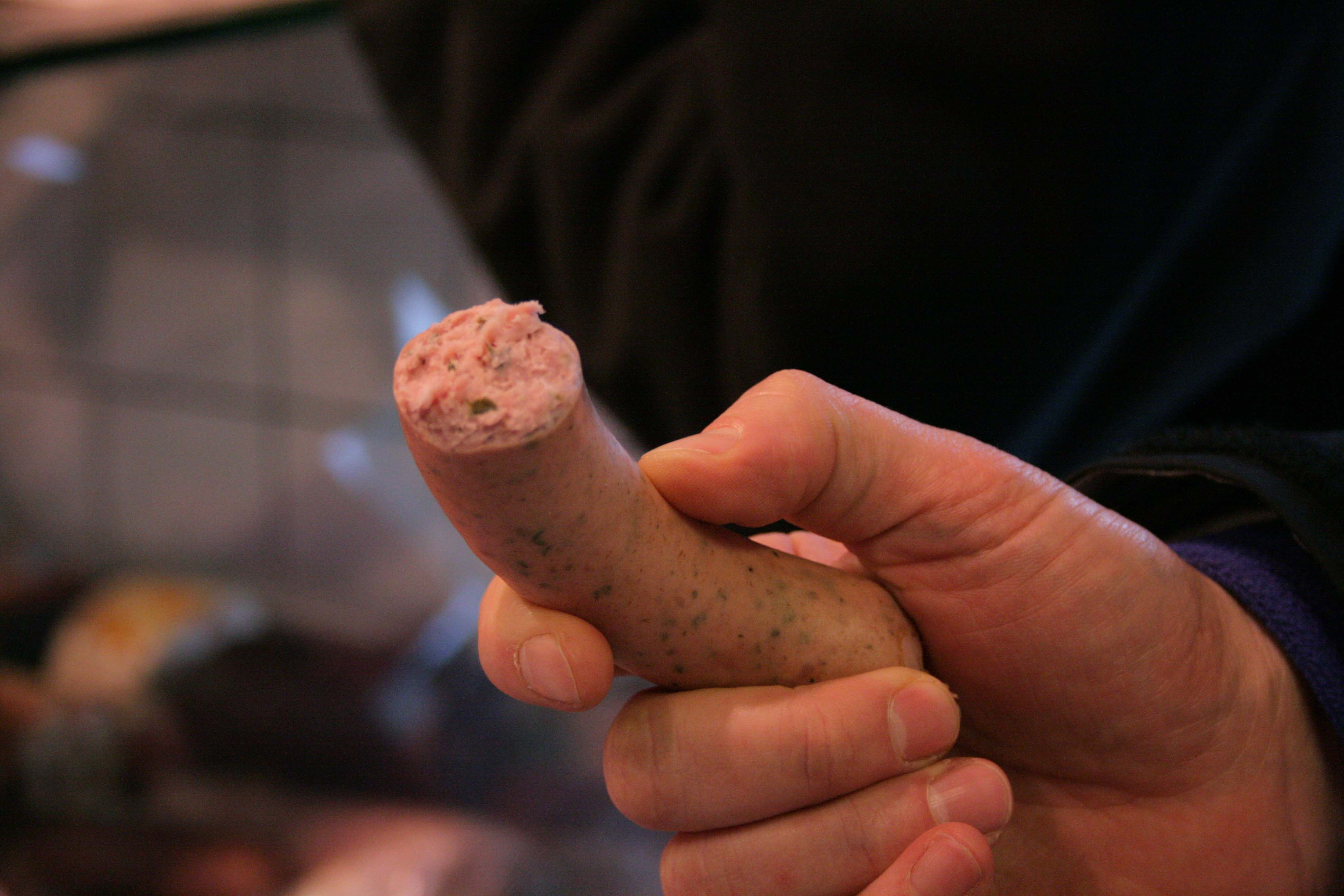
Bockhorstská klobása
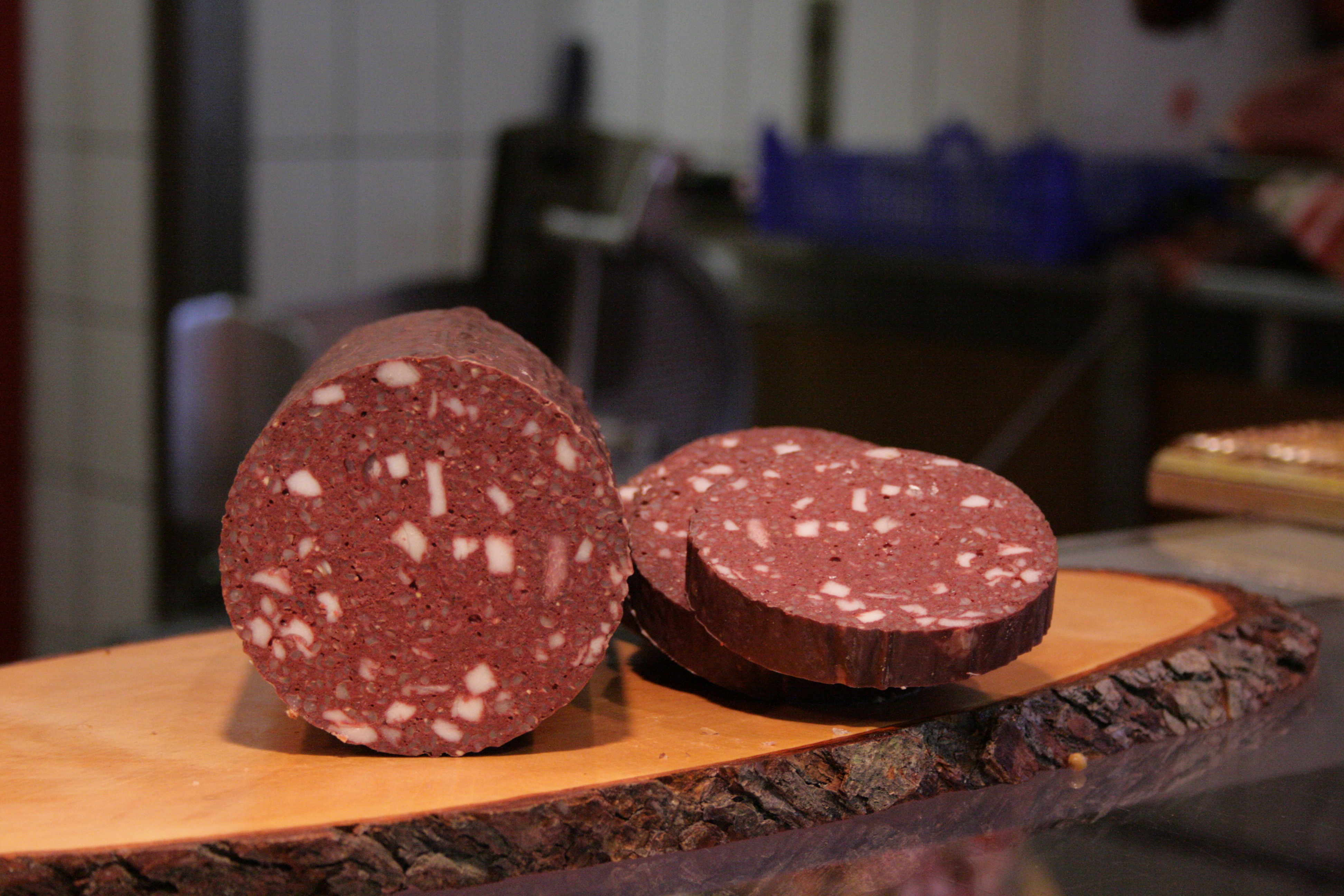
Buřtový chléb
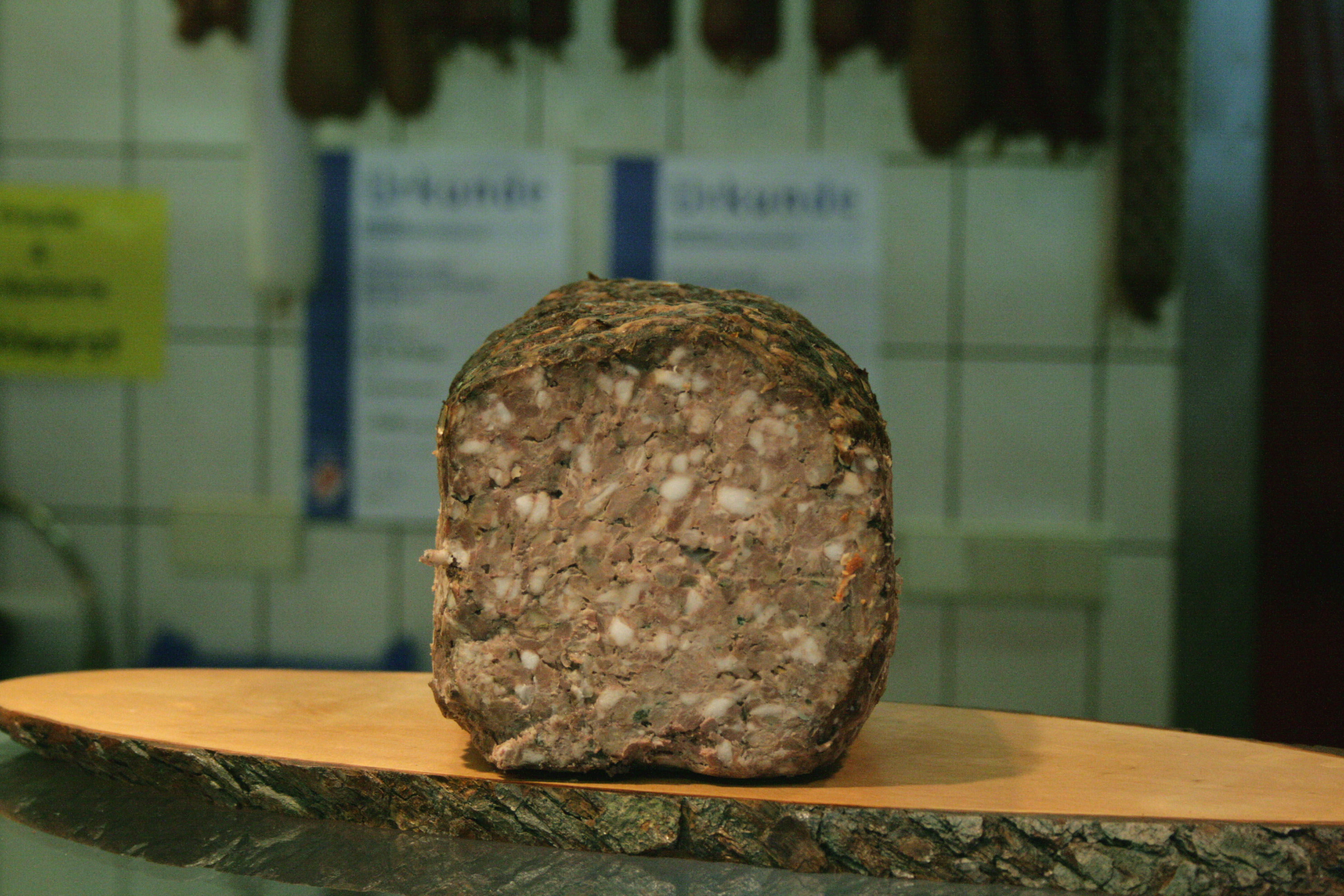
Versmoldská adventní paštika

## Sport
- Ve zdejším Tenisovém parku se od roku 2008 každoročně v červenci pořádá mezinárodní tenisový turnaj žen ITF Reinert Open.[2] V roce 2022 v něm zvítězila Linda Nosková.

## Významní rodáci
- Hans-Ulrich Treichel (* 1952), německý spisovatel a germanista

## Partnerská města
- Vrtnik, Srbsko
- Dobrzyce, Polsko